# Vincent Basset du Tartre
Vincent Basset du Tartre, (fl. 1665 – 1668), était un chirurgien major du Régiment de Carignan-Salières qui arriva en Nouvelle-France à l'été de 1665 avec 1200 hommes dans vingt-quatre compagnies de soldats. 
Le chirurgien major avait 24 chirurgiens sous ses ordres. Ils débarquèrent à Québec le 17 août 1665. Le régiment fut dirigé par le nouveau gouverneur général, Daniel de Rémy de Courcelle, et le lieutenant général, Alexandre de Prouville de Tracy. En 1666, Basset accompagna Daniel de Rémy dans une campagne militaire contre les Iroquois regroupés en Cinq-Nations. 
Le régiment fut déchu en 1668 et ses membres furent encouragés à s'établir dans la colonie. Parmi les quelque 450 soldats qui demeureront au Canada, les chirurgiens furent une importante contribution à la Nouvelle-France. Vincent Basset du Tartre quitta le Canada pour la France et sa trace se perd après ce retour dans son pays natal. 